# Stephanie van Hohenzollern-Sigmaringen
Stephanie Josepha Friederike Wilhelmine Antonia van Hohenzollern-Sigmaringen (Krauchenwies, 15 juli 1837 – Lissabon, 17 juli 1859) was een Duitse prinses en door haar huwelijk koningin van Portugal.
Zij was de dochter van vorst Karel Anton van Hohenzollern-Sigmaringen en Josefine van Baden. Zij had vijf broers en zusters waaronder de latere koning Carol I van Roemenië. Zij was een tante van koning Albert I van België.
Tot haar huwelijk leefde ze met haar familie in Düsseldorf. Daar gaf ze zich over aan liefdadigheid, hetgeen haar de bijnaam "Engel der Armen" opleverde.
In 1858 trouwde ze in Lissabon met koning Peter V van Portugal. Stephanie overleed al een jaar na de bruiloft aan de gevolgen van difterie. Haar man overleefde haar niet lang. Hij stierf in 1861 aan de griep. Het paar had geen kinderen.
Na haar dood werd in Düsseldorf een gedenkteken opgericht, ter nagedachtenis aan koningin Stephanie.

## Voorouders
| Voorouders van Stephanie van Hohenzollern-Sigmaringen | Voorouders van Stephanie van Hohenzollern-Sigmaringen                                                | Voorouders van Stephanie van Hohenzollern-Sigmaringen                                                | Voorouders van Stephanie van Hohenzollern-Sigmaringen                                      | Voorouders van Stephanie van Hohenzollern-Sigmaringen                                      | Voorouders van Stephanie van Hohenzollern-Sigmaringen                                      | Voorouders van Stephanie van Hohenzollern-Sigmaringen                                      | Voorouders van Stephanie van Hohenzollern-Sigmaringen                                                   | Voorouders van Stephanie van Hohenzollern-Sigmaringen                                                   |
| ----------------------------------------------------- | --- | --- | ------------------------------------------------------------------------------------------ | ------------------------------------------------------------------------------------------ | ------------------------------------------------------------------------------------------ | ------------------------------------------------------------------------------------------ | --- | --- |
| Overgrootouders                                       | Anton Alois van Hohenzollern-Sigmaringen (1762-1831) ∞ Amalie Zephyrine van Salm-Kyrburg (1760-1841) | Anton Alois van Hohenzollern-Sigmaringen (1762-1831) ∞ Amalie Zephyrine van Salm-Kyrburg (1760-1841) | Pierre Murat (1748–1792) ∞ Louise van Aimery d'Astorg (1762–1793)                          | Pierre Murat (1748–1792) ∞ Louise van Aimery d'Astorg (1762–1793)                          | Karel Lodewijk van Baden (1755-1801) ∞ Amalia van Hessen-Darmstadt (1754-1832)             | Karel Lodewijk van Baden (1755-1801) ∞ Amalia van Hessen-Darmstadt (1754-1832)             | Claude de Beauharnais (1756–1819) ∞ Claudine Françoise Adrienne Gabrielle de Lézay-Marnézia (1767–1791) | Claude de Beauharnais (1756–1819) ∞ Claudine Françoise Adrienne Gabrielle de Lézay-Marnézia (1767–1791) |
| Grootouders                                           | Karel van Hohenzollern-Sigmaringen (1785-1853) ∞ 1808 Marie Antoinette Murat (1793-1847)             | Karel van Hohenzollern-Sigmaringen (1785-1853) ∞ 1808 Marie Antoinette Murat (1793-1847)             | Karel van Hohenzollern-Sigmaringen (1785-1853) ∞ 1808 Marie Antoinette Murat (1793-1847)   | Karel van Hohenzollern-Sigmaringen (1785-1853) ∞ 1808 Marie Antoinette Murat (1793-1847)   | Karel van Baden (1786-1818) ∞ 1806 Stéphanie de Beauharnais (1789-1860)                    | Karel van Baden (1786-1818) ∞ 1806 Stéphanie de Beauharnais (1789-1860)                    | Karel van Baden (1786-1818) ∞ 1806 Stéphanie de Beauharnais (1789-1860)                                 | Karel van Baden (1786-1818) ∞ 1806 Stéphanie de Beauharnais (1789-1860)                                 |
| Ouders                                                | Karel Anton van Hohenzollern-Sigmaringen (1811-1885) ∞ 1834 Josefine van Baden (1813-1900)           | Karel Anton van Hohenzollern-Sigmaringen (1811-1885) ∞ 1834 Josefine van Baden (1813-1900)           | Karel Anton van Hohenzollern-Sigmaringen (1811-1885) ∞ 1834 Josefine van Baden (1813-1900) | Karel Anton van Hohenzollern-Sigmaringen (1811-1885) ∞ 1834 Josefine van Baden (1813-1900) | Karel Anton van Hohenzollern-Sigmaringen (1811-1885) ∞ 1834 Josefine van Baden (1813-1900) | Karel Anton van Hohenzollern-Sigmaringen (1811-1885) ∞ 1834 Josefine van Baden (1813-1900) | Karel Anton van Hohenzollern-Sigmaringen (1811-1885) ∞ 1834 Josefine van Baden (1813-1900)              | Karel Anton van Hohenzollern-Sigmaringen (1811-1885) ∞ 1834 Josefine van Baden (1813-1900)              |
| Stephanie van Hohenzollern-Sigmaringen (1837-1857)    | | |                                                                                            |                                                                                            |                                                                                            |                                                                                            | | |